# Talajlakó medúza
A talajlakó medúza (Cassiopea andromeda) a kehelyállatok (Scyphozoa) osztályának gyökérszájú medúzák (Rhizostomeae) rendjébe, ezen belül a Kolpophorae alrendjébe és a Cassiopeidae családjába tartozó faj.

## Előfordulása
A talajlakó medúza eredeti előfordulási területe talán a Csendes-óceán nyugati fele, valamint az Indiai-óceán volt. Manapság jelentős állománya van a Földközi- és az Égei-tengerekben. A görög, a török és a ciprusi vizekben jól elszaporodott. Talán az áramlatokkal és a hajók ballasztvizeivel, a Szuezi-csatornán keresztül, a Vörös-tengerbe is eljutott.

## Képek

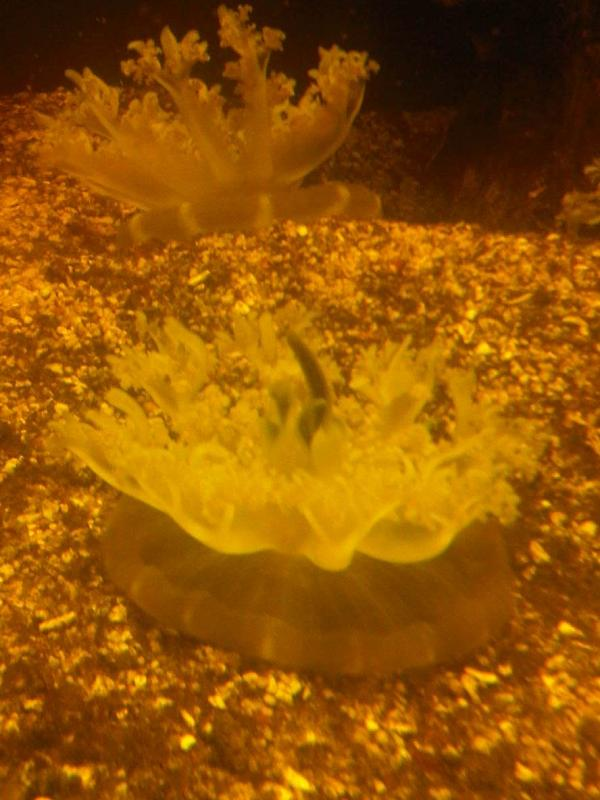
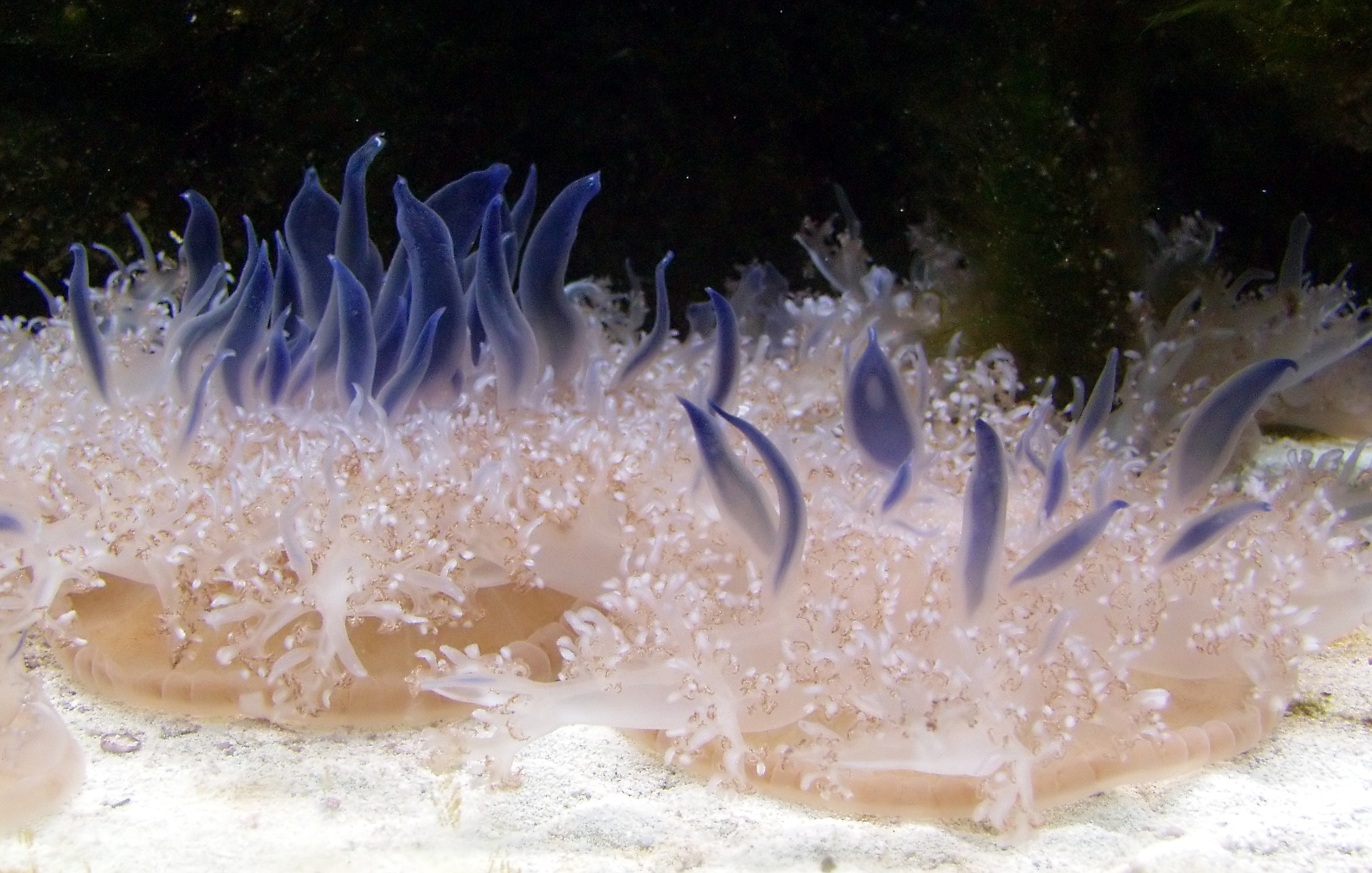
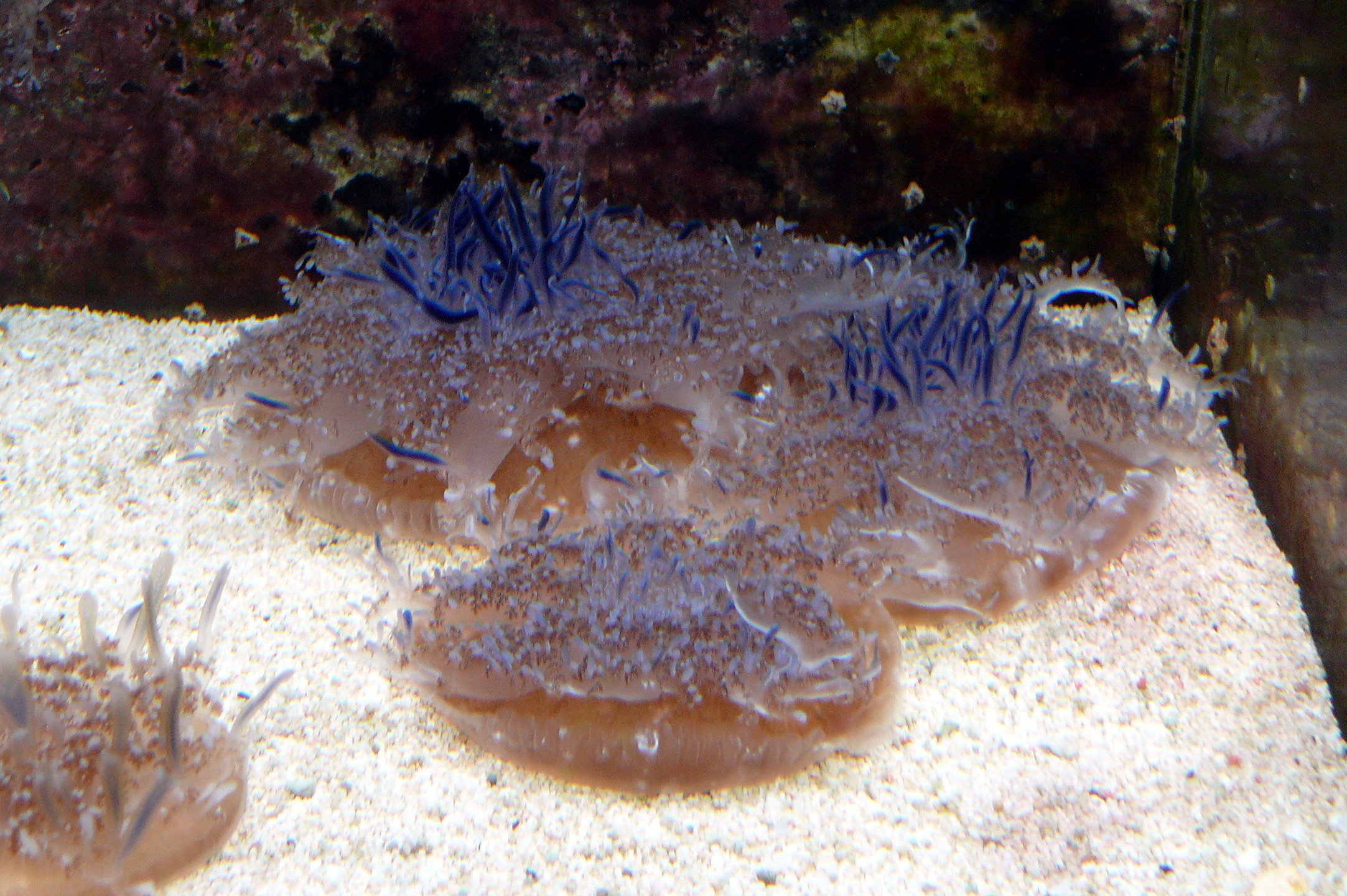
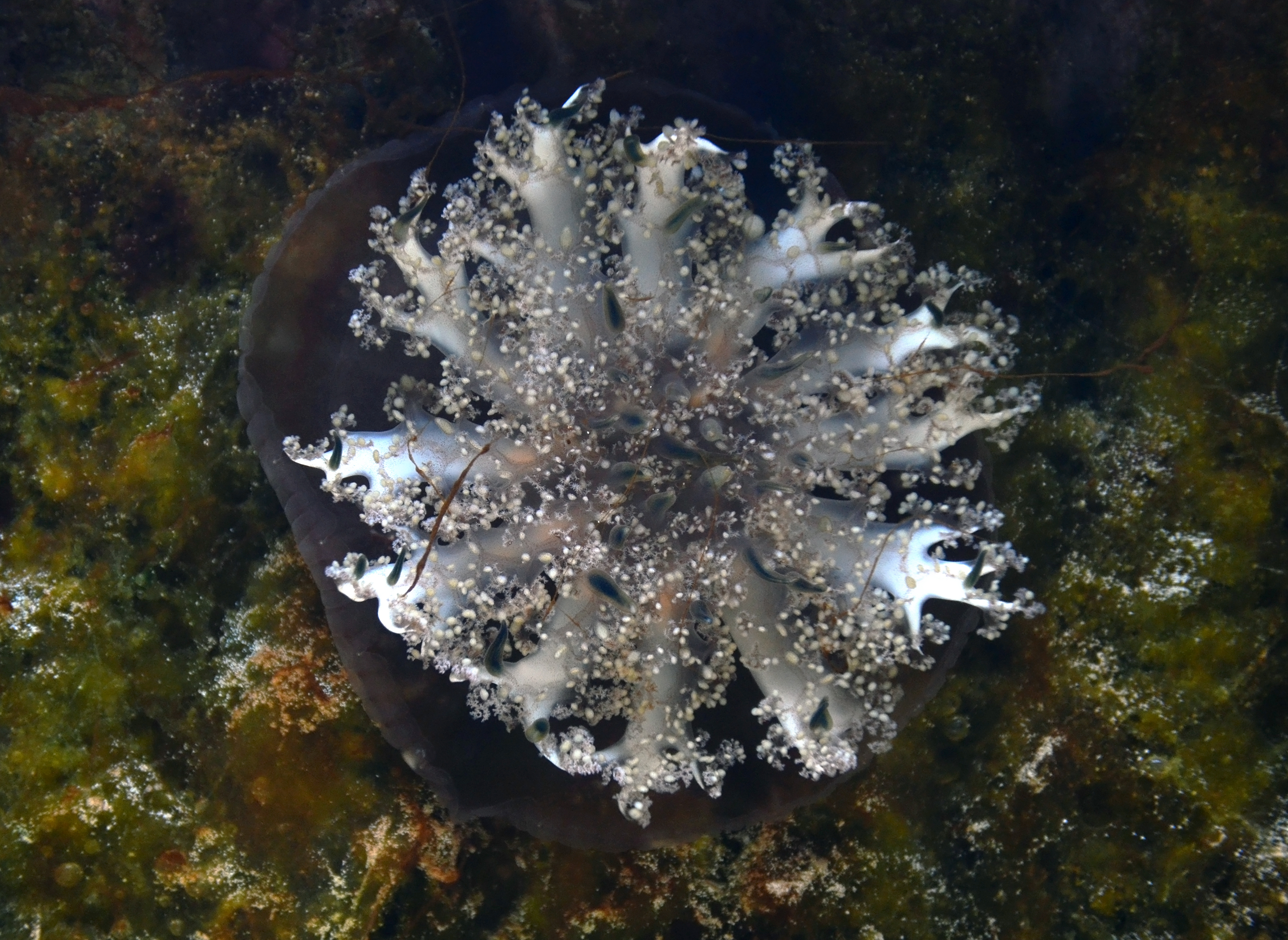
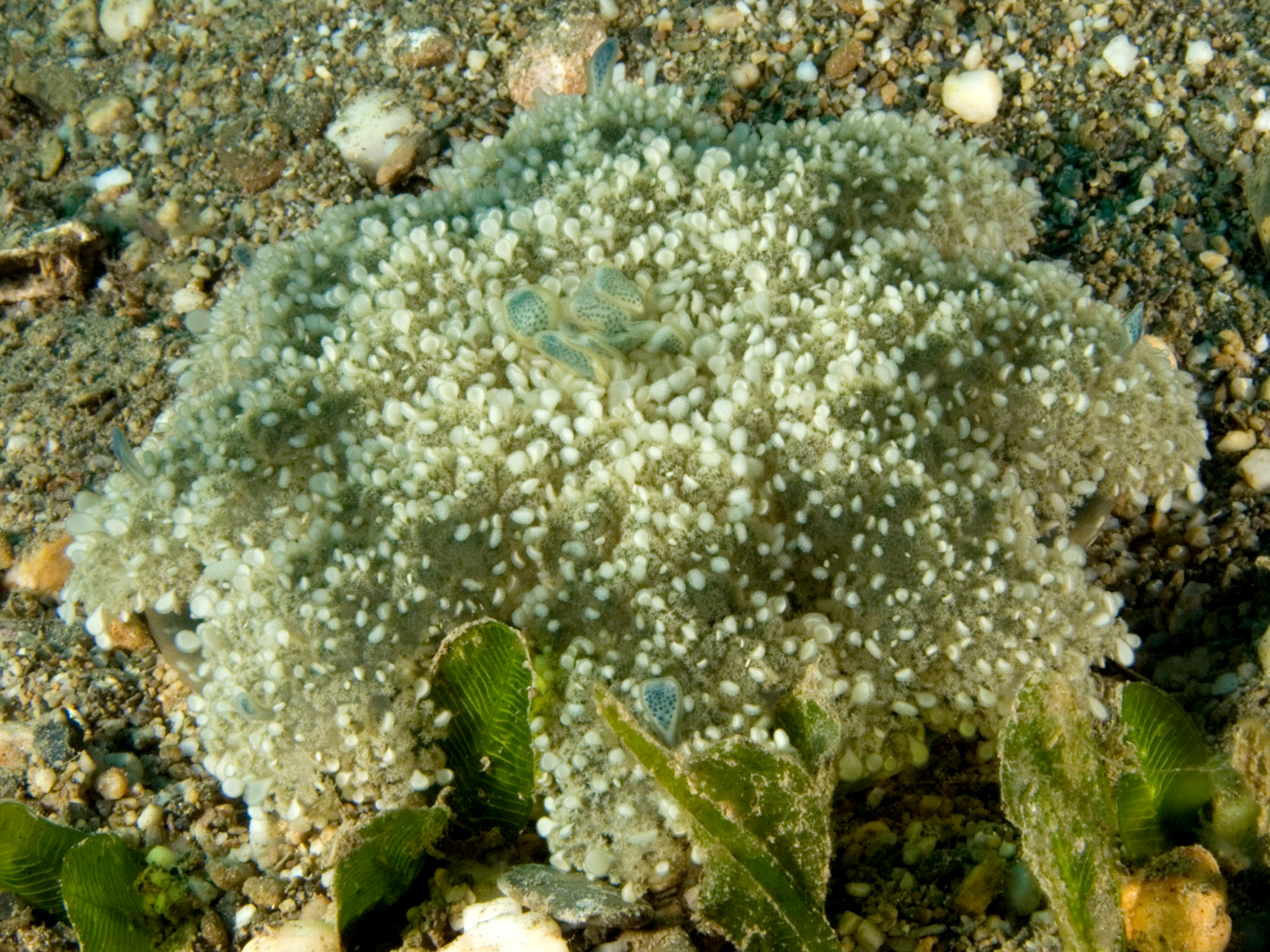
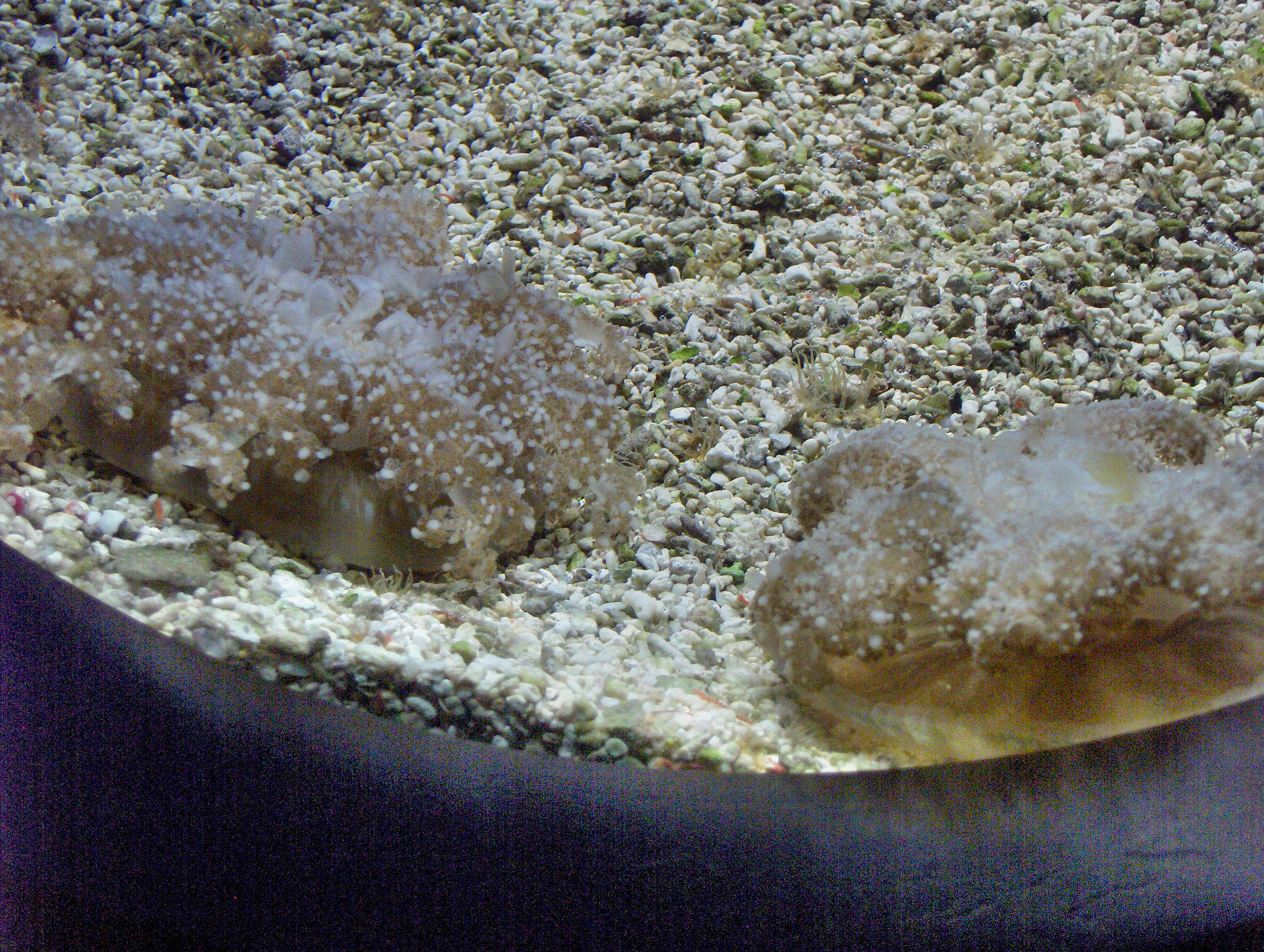
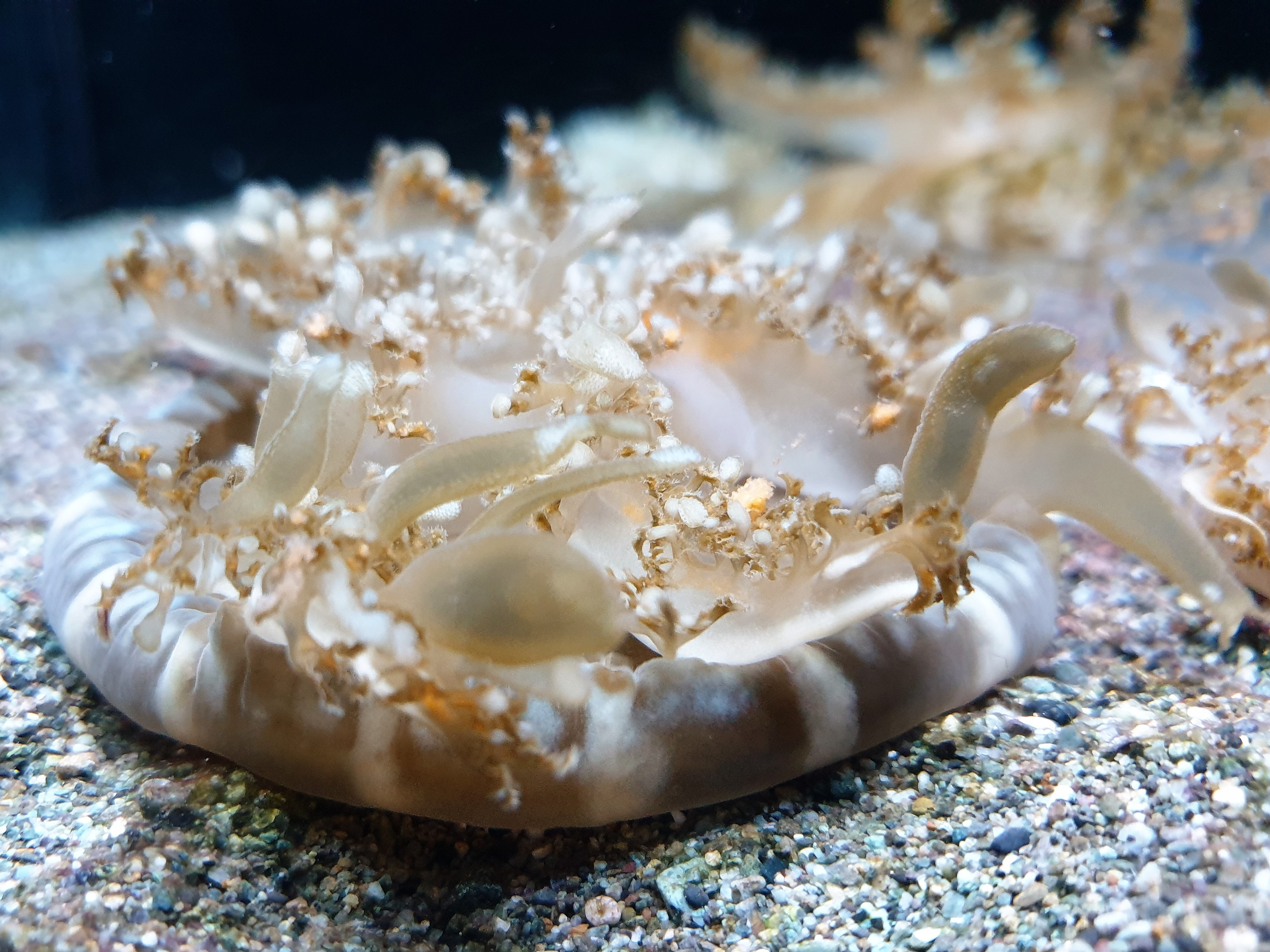
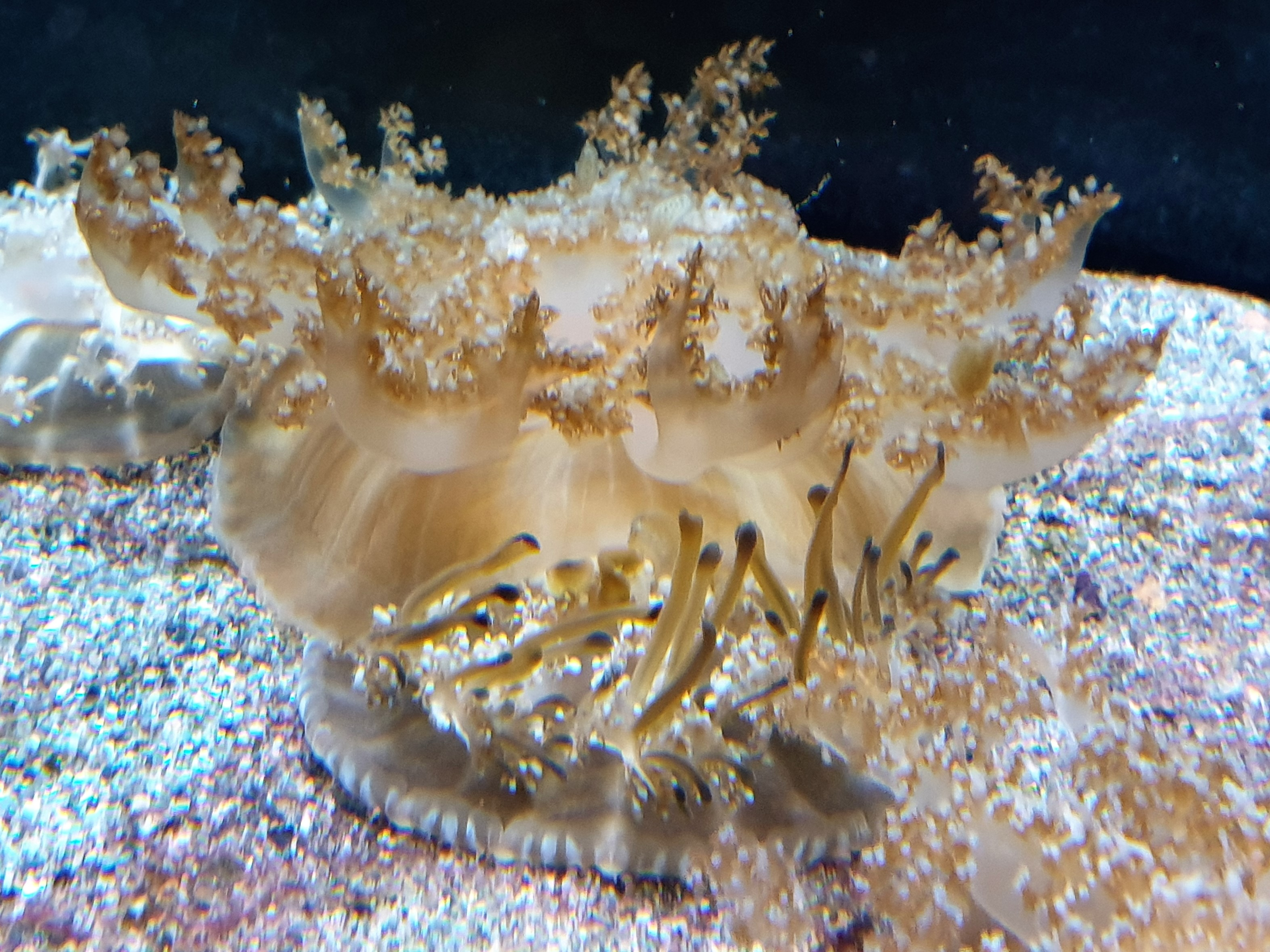

## Megjelenése
Ennek a medúzának a lapos korongja általában 12 centiméter átmérőjű. A korongból 8 rövid nyúlvány nő ki; mindegyik főnyúlványának 4-6 - szálakba tovább ágazó - kisebb nyúlványa van. A korongtestben élő egysejtű algák miatt, az állat színe barna, világosabb pontokkal.

## Életmódja
Idejének nagy részét, fejjel lefelé a tengerfenéken tölti, bár úszni is tud. A csendes, tengerrészeket kedveli, ahol akár 30 méteres mélységben is fellelhető. A szálas nyúlványaival kis, tengeri állatokat zsákmányol.